# 陈达明
陈达明（1919年—2017年7月13日），原名梁瑞琨，香山金鼎（今属珠海市高唐家湾镇）人。中华人民共和国政治人物。

## 生平
毕业于中山纪念中学，1937年前往香港。1938年，考入广州大学经济系，积极参加抗日救亡工作；同年加入中国共产党，并担任香港学生赈济会党团书记，后任中共香港市委委员。1941年12月，日寇占领香港后，达明担任广东人民抗日游击总队（后东江纵队）港九大队政治委员，与港九大队其他领导人一起，指挥港九大队在港九敌后开展艰苦的抗日游击战争。
1944年9月，担任广东人民抗日游击队东江纵队第一支队政治委员、中共路西（今东莞）县委书记，为广九铁路以西东宝地区敌后抗日游击战争的胜利和抗日根据地的发展作出积极的贡献。1945年9月，他担任东江纵队江南指挥部政治部主任、江北指挥部政治委员；1946年6月底，随东纵北撤山东解放区；同年10月，任华东军政大学领导团副政治委员。1947年5月，任两广纵队领导支副政治委员。1947年8月，调任华东野战军第八纵队政治部组织部副部长。第二次国共内战期间，调入第三野战军第八兵团，参加淮海战役、渡江战役。
中华人民共和国成立后，1950年9月，调到空军，先后任南京军区空军政治部组织部副部长、军委空军政治部组织部副部长。1955年，被授予上校军衔，1963年晋升为大校军衔，获二级独立自由勋章、二级解放勋章。1963年1月转业，担任第三机械部国营二三二厂厂长兼党委书记；1971年9月，担任北京航空学院革命委员会主任兼党委书记。文化大革命期间受到迫害，后出任北京航空学院党委书记兼院长。
1983年6月，出任新华社香港分社副社长，分管社工部和文教部。1992年离休。著有《香港抗战》一书。
2017年7月13日凌晨1时36分，在广州逝世，享年98岁。